# Difosforan żelaza(III)
Difosforan żelaza(III), nazwa Stocka: difosforan(V) żelaza(III), Fe
4(P
2O
7)
3 – nieorganiczny związek chemiczny z grupy difosforanów, sól kwasu difosforowego i żelaza na III stopniu utlenienia.
Jest to biało-żółtawe ciało stałe, praktycznie nierozpuszczalne w wodzie i kwasie octowym, natomiast rozpuszczające się w kwasach mineralnych. Występuje w postaci nonahydratu.
Może być otrzymany poprzez zmieszanie soli żelaza(III) z difosforanem metalu w lekko zakwaszonym roztworze wodnym:
4Fe(NO
3)
3 + 3Na
4P
2O
7 → Fe
4(P
2O
7)
3↓ + 12NaNO
3
Stosowany jako źródło żelaza oraz w przypadku niedokrwistości mikrocytarnej. Znajduje także zastosowanie jako katalizator, w zabezpieczaniu włókien syntetycznych przed ogniem i w pigmentach antykorozyjnych.